# Haroldo IV da Noruega
Haroldo Gille (em nórdico antigo: Haraldr gilli ou Haraldr gillikristr)  (c. 1103 - 14 de dezembro de 1136) foi Rei da Noruega de 1130 até sua morte em 1136. Seu nome Gille vem provavelmente de Gilla Críst, ou seja, "servo de Cristo". Foi o fundador da Casa de Gille que governou a Noruega na Idade Média.

## Antecedentes
Haroldo nasceu em ca. de 1102 na Irlanda ou Hébridas. De acordo com as sagas, tornou-se familiarizado com a Noruega através de um conhecido com os comerciantes noruegueses incluindo Rögnvald Kali Kolsson, que viria a tornar-se Conde de Órcades. Por volta de 1127, Haroldo foi para a Noruega e declarou que ele era um filho ilegítimo do ex-rei Magno III, que tinha visitado a Irlanda pouco antes de sua morte, em 1103. Na verdade, esta não é uma história implausível porque outros descendentes de Magno são relatados em fontes irlandesas e ele é conhecido por ter gostado de pelo menos uma mulher irlandesa. Haroldo consequentemente alegou ser um meio-irmão do monarca reinante, Sigurdo. Haroldo parece ter sido enviado com sucesso para o prova de fogo. A suposta relação foi reconhecida por Sigurdo na condição de Haroldo não alegar qualquer participação no governo do reino durante a sua vida ou a de seu filho Magno. Vivendo em termos amigáveis com o rei, Haroldo manteve este acordo até a morte de Sigurdo em 1130.

## Reinado
Haroldo estava em Tønsberg quando soube da morte do rei Sigurdo. Ele convocou uma reunião no Hauga (Haugathing do nórdico antigo haugr  que significa colina ou túmulo). Ali, Haroldo foi escolhido rei de mais da metade do país. O rei Magno foi obrigado a dividir o reino com Haroldo em duas partes.
A conformidade no reino foi tão dividida que cada um deles teve a metade do reino que Sigurdo possuía. Eles governaram o país por algum tempo em paz. Após quatro anos de inquietante paz, Magno começou a se preparar para a guerra abertamente sobre Haroldo. Em 9 de agosto de 1134, ele derrotou Haroldo em uma batalha decisiva em Färlev em Bohuslän e Haroldo fugiu para Dinamarca. Posteriormente Magnus dissolveu seu exército e viajou para Bergen para passar o inverno lá. Haroldo depois voltou para a Noruega com um novo exército e encontrou pouca oposição, alcançando Bergen antes do Natal. Como Magno tinha poucos homens, a cidade caiu facilmente para o exército de Haroldo em 7 de janeiro de 1135. Magno foi capturado e destronado. Seus olhos foram arrancados e foi castrado, sendo jogado na prisão. Haroldo agora governava o país até 1136, quando ele foi assassinado por Sigurd Slembedjakn, outro alegado filho ilegítimo de Magnus Berføtt.

## Vida pessoal
Haroldo foi casado com Ingrid Ragnvaldsdotter, filha de Ragualdo, o filho e herdeiro do rei Ingo I da Suécia. Haroldo teve um filho, Ingo, com ela. De acordo com as sagas, Haroldo já havia sido casado com Bjadok. Mais tarde a tradição do clãs gaélicos faz dela uma filha de Gilledomnan mac Solam. Eles tiveram um filho, Eystein. O irmão de Bjadok, segundo as tradições, foi Gillebride do Clã MacInnes, o pai de Somerled, rei das Hébridas e Kintyre. Entre as concubinas de Haroldo teve Tora Guttormsdotter, filha de Guttorm Gråbarde, que era a mãe de Sigurdo. Ele também teve um filho Magnus, que morreu em 1145 aos 10 anos de idade. Todos os quatro filhos foram reis da Noruega.

## Contexto histórico
Próximo de sua ascensão ao trono, o período de guerras civis da história norueguesa começou, que durou de 1130 a 1217. Durante este período, houve vários conflitos de diferentes graus de escala e intensidade. O fundo para esses conflitos foram as leis de sucessão norueguesas não tão claras, as condições sociais e da luta entre a Igreja e o rei. Havia dois principais partidos, em primeiro lugar, conhecidos pela variação de nomes ou nenhum nome em tudo, mas, finalmente, condensada nos partidos de Bagler e Birkebeiner. O ponto de encontro foi regularmente um filho real, que foi criado como a figura do chefe do partido em questão, a opor-se ao partido do rei impugnante.